# 才仙町
才仙町（さいせんちょう）は、愛知県名古屋市南区の地名。

## 歴史

### 町名の由来
呼続町の字才仙に由来する。

### 沿革
- 1946年（昭和21年）11月11日 - 南区呼続町の一部により、同区才仙町が成立[3]。
- 1986年（昭和61年）9月16日 - 南区桜台一丁目および桜台二丁目にそれぞれ編入され消滅[3]。